# شركة الشرقية للتنمية
شركة الشرقية للتنمية المعروفة سابقاً باسم شركة الشرقية الزراعية هي شركة مساهمة سعودية. تأسست بتاريخ الثامن والعشرين من يونيو عام 1986، في المنطقة الشرقية في المملكة العربية السعودية. برأس مال يبلغ 75 مليون ريال سعودي. يتمثل نشاط الشركة في الإنتاج الزراعي والحيواني، واستصلاح الأراضي وأعمال الري، استيراد الحبوب والبذور والأعلاف، والقيام بأعمال التسويق الزراعي. وتبلغ قيمتها السوقية 334.88 مليون ريال. ويطلق عليها حاليا الشركة الشرقية للتنمية.

## الشركات التابعة
شركات تابعة لشركة الشرقية الزراعية:
- الشركة المتحدة لمزارع الألبان.
- الشركة الوطنية لإنتاج وتجارة البذور.